# فيروس كورونا مورين
فيروس مورين التاجي (أختصارا:M-COV)، هو فيروس ينتقل من المصابين ومن الفئران يعرف أيضا بأسم فيروس التهاب الكبد المنقول من الفئران (أختصارا:MHV) إصابة في الفئران والقوارض ولكن أغلبه من الفئران فهو من سلالات مختلفة وما شابه ذلك.
يعد هذا الفيروس من جنس فيروسات كورونا بيتا، وهو نوع نموذجي من الجنس، وهو أحد أكثر فيروسات كورونا دراسة في الصين.

## التاريخ والأنواع
تم اكتشافه لأول مرة في عام 1949، ينتقل من الفئران وهناك أكثر من 25 سلالة مختلفة، ويمكن أن تصيب العديد من القوارض الكبد، ولكن أيضا تصيب الجهاز التنفسي، الأمعاء أو الجهاز العصبي المنظمين، وتعتبر عدوى تصيب الجهاز العصبي المركزي، وتسبب أعراض عصبية حادة أو مزمنة. يعتبر فيروس التهاب الكبد الوبائي شديد العدوى وهو أحد أكثر مسببات الأمراض شيوعًا في الفئران التجريبية . يسبب أعراضًا خفيفة في الفئران البالغة، ولكنه قد يؤثر بشكل كبير على جهاز المناعة لديهم ويسبب أخطاء في تفسير النتائج التجريبية.
يمكن أن يؤثر أيضًا على تكاثر الفئران وتسبب تغيرات سلوكية، هي واحدة من مسببات الأمراض المهمة في الفئران التجريبية، والأخيرة تصيب الجهاز التنفسي فقط، وتكون الأعراض أكثر خطورة عند الفئران الصغيرة، ويصاب الجهاز التنفسي السفلي بالعدوى. أولئك  الذين يعانون الالتهاب الرئوي.
بحلول عام 2015، تم العثور على نوع آخر من فيروسات الفأر في الصين

## التكاثر
عندما يصيب فيروس كورونا خلية مضيفة، يرتبط ببروتينه الشائك (S) بالمستقبل الموجود على سطح الخلية المضيفة، والذي بدوره يسمح للفيروس بدخول الخلية ويسبب العدوى. اعتمادًا على نوع الفيروس، سيتم تجميع بروتين السنبلة ونقله في الفيروس. كل مرحلة من مراحل الإصابة بالخلايا الجديدة من قبل البروتياز المضيف شق بروتين السنبلة في الغلاف الفيروسي ولمساعدة مجال اندماج الغشاء في التعرض لتسهيل العدوى. مستقبل الخلية المضيفة الذي يستخدم فيروس كورونا الفئران بشكل عام جزيء التصاق الخلية المرتبط بالمستضد السرطاني المضغي 1 ( جزيء التصاق الخلية المرتبط بمستضد سرطاني أسمه mCEACAM1)، يتجمع موقع انشقاق S2 للإنتاج الفيروسي داخل خلية مضيفة فيورين ( بالإنجليزية: furin ) فئة من انقسام البروتياز، وعندما يصيب الفيروس خلايا جديدة، والتي تذوب البروتيز من البروتين السنبلة مزيد من الانقسام هو أيضًا خطوة مطلوبة لنجاح العدوى ؛ فالبروتين الشائك لسلالة فيروس التهاب الكبد الوبائي 2 لا يحتوي على موقع انقسام S1 / S2 ، وتعتمد العدوى أيضًا على انشقاق بروتين السنبلة بواسطة البروتياز الليزوزومي قد تصيب سلالة JHM التي تصيب الأنسجة العصبية الخلايا التي لا تحتوي على مستقبلات سطحية، أي يمكنها تحقيق اندماج الغشاء دون الارتباط بمستقبلات الخلايا ، لذلك يمكنها إصابة الأنسجة العصبية مع انخفاض التعبير عن mCEACAM1 نفسه.

## الجينوم
هو فيروس من صنف حمض نووي ريبوزي وهو احادي الخيط موجب بطول جينوم يبلغ حوالي 31000 nt. بالإضافة إلى البروتينات الهيكلية الأربعة الموجودة في فيروسات كورونا مثل بروتين سبايك (S)، وبروتين الغشاء (M)، وبروتين الغشاء الخارجي (E)، وبروتين الكابسيد (N)، والفأر علاوة على ذلك ، فإن وجود استريز هيماجلوتينين فيروسات كورونا السطحية، مع ارتباط بحمض السياليك على سطح الخلية المضيفة، وله نشاط أسيتات إستراز، يمكن أن يرتبط بالمستقبل ثم قم بتحليله بالماء لمساعدة الفيروس على الدخول إلى الخلية المضيفة. بالإضافة إلى ذلك ، يحتوي الفيروس أيضًا على أربعة بروتينات ملحقة 2a و 4 و 5a و I (NS2 و 15k و 12.6k و 7b في فيروس سيلان الفئران)، وتسلسله الجيني هو 1ab-2a-HE- S-4-5a-EMNI ، حيث يقع إطار القراءة المفتوح لـ I (أو N2) في إطار القراءة المفتوح لبروتين الكابسيد (N)